# Behenska kiselina
Behenska kiselina (dokosanoinska kiselina) je normalna karboksilna kiselina. Ona je zasićena masna kiselina sa formulom .